# Княже (Коломийський район)
Кня́же — село в Україні, у Снятинській міській громаді Коломийського району Івано-Франківської області.
Відповідно до Розпорядження Кабінету Міністрів України від 12 червня 2020 року № 714-р «Про визначення адміністративних центрів та затвердження територій територіальних громад Івано-Франківської області» увійшло до складу Снятинської міської громади.

## Розташування
Село розташоване у річковій долині на нижній течії лівого берега річки Черемош. Ширина долини до 2,5 км. З другої сторони села розташовані Обочі — плоскогір'я, що розділяє Черемошську і Надпрутянську долину і, поступово піднімаючись, переходить повз Косів у гірське пасмо Карпат — Чорногорський кряж. Найвища вершина в селі — Чуга (називають ще Вишка), висота 440 метрів над рівнем моря. На плоскогір’ї розташовані лани, раніше колгоспні, зараз розпайовані. На горішніх Обочах зосталися сліди терас — колишніх виноградників довоєнної польської гуральні, на долішніх — невеликий лісовий масив. Село ділиться на Горішній і Долішній кути, Левади і Підгірку. До 1927 року до території села належали Серафинці по правому березі Черемошу, сполучення з яким здійснювалося двома човновими перевозами. Зараз Серафинці — є місцевістю (кутом) села Слобода-Банилів Вижницького району Чернівецької області.
Повз село проходить дорога обласного значення Чернівці—Косів (цісарська дорога, побудована у зв'язку з прибуттям до краю матері цісаря Австро-Угорської імперії Франца Йосипа І Марії у 1847 р.). Село з'єднане польовими дорогами з Прутівкою, Видиновом і Рудниками.
В селі є загальноосвітня школа.

## Історія
Княже було не панським (приватним) селом, а державним. Про село Княже, як вартий письмової уваги достеменний і важливий населений пункт з теперішньою назвою, вперше подають польські джерела  за 1405 рік (MRPS. – V.1915. – Vol. III. – Pars IV. 371.). Далі село згадується  6 травня  1471 року в книгах галицького суду .
У 1531 село спалили вояки волоського воєводи Патрила з війська семигородського князя Іштвана Баторія.
За Королівською люстрацією 1565 року налічувались 40 господарів, 3 вільних від податей і 2 попи (отже, була й церква).
Село пережило пошесть тифу в 1570 р., коли вимерло більшість селян, у 1589 — напали турки. Під час походів у Галичину і в Угорщину на село не раз нападали кримські татари.
У 1880 у селі була греко-католицька парафія — 1661 душ парафії, однокласова українська школа, каса позичкова громадська — 1969 зл. У 1930-х у селі попри польський спротив, була чотирьохкласна школа, з 1946 — семирічка, зараз повна середня школа.
До Першої світової війни у селі була ґуральня, після війни перебудована в плодоовочевий консервний завод. У 1990-х роках розграбований, обладнання вивезене на металобрухт, а цехи спалені.
У селі був водяний млин на річці Перевід, яка була штучно прокопана як рукав Черемоша у XVIII-XIX століттях. Млин був підірваний власівцями при відступі німців у березні 1944 році разом з двором і будинком польського поміщика Ярузельського. Млин відновлений у 1945 зусиллями Андрія Мамчака, Ілька Станчака, Івана Грицюка та Дмитра Грицюка. Завідував млином Кароль Дзівідзінський. У 1969 після великої повені Перевід засипали, а млин перевели з водяної тяги на електричну, лотки і водяний привід знищили. Без лотків він так і залишився, зараз не експлуатується.
Мешканці села брали активну участь у захисті Західно-Української Народної Республіки, у селі було сформовано Резервний курінь УГА, який брав участь у боях за Львів, багато селян записалися до кавалерії Української галицької армії і морської піхоти флоту УНР.
Село пережило великі повені у 1927, 1969 роках, остання була особливо руйнівною. У 1974 році збудували захисну дамбу від розливу у повінь Черемошу, яка захистила село у велику повінь 2008 року.
У 1920-х і до 1939 року у селі діяв селянський кооператив взаємодопомоги, який був розігнаний радянською владою як буржуазний, а майно конфісковане. У довоєнні часи в селі існували організації Просвіти, Радикальної партії, «Сельроб» і КПЗУ, лідерами якої були Олекса Фербей, Микола Гнідан, Олексій Винничук і Дмитро Мошук. У 1934-1939 роках село входило до ґміни Залуччя Снятинського повіту Станиславівського воєводства. Напередодні Другої світової війни село налічувало 1920 мешканців, у тому числі 1730 українців, 80 поляків і 110 євреїв.
У серпні-вересні 1939 року у селі знаходився повітовий штаб антипольського повстання, командиром якого був Дмитро Мошук. 17 вересня 1939 року село зустрічало Червону армію хлібом-сіллю як визволительку, а вже у листопаді у селі відбулося антирадянське повстання — селяни відбили у сільського гарнізону НКВС 14 арештованих молодих сільських хлопців. Це було, можливо, перше повстання проти більшовиків на Західній Україні. У перші дні після «визволення», новозбудована за кошти села сільська цегляна школа була перетворена «визволителями» на тюрму-катівню. Перший колгосп ім. Сталіна був створений у 1939 році, причому до нього включили виключно середняків, які мали землю, коней і реманент. Взимку 1940 року за вказівкою райкому в селі вночі була спалена бібліотека як буржуазна, розігнані «Просвіта», гуртки художньої самодіяльності і сільський «Кооператив» та організація «Тверезе життя». 
Колгосп розпався під час німецької окупації у 1941 році. Клуб збудований у 1942 році для товариства «Просвіта» силами мешканців села, існує і зараз. У 1943 році у Княжу була створена сотня УПА (розгромлена військами НКВС 1951 року). Сільська сотня у 1943 році роззброїла румунський ешелон з військом, брала участь у боях з німцями під Космачем, у рейдах Буковиною і Карпатами. 11 травня 1944 року біля села відбувся великий бій з полком НКВС і НКДБ, після якого 21 хата у селі була спалена. В 1947 році у селі був розгромлений гарнізон НКДБ, на Пасху 1949 року село атакували війська НКДБ з танками, згоріло 11 хат і подвір'їв. Останній бій з військами НКВС відбувся після Зелених Свят під час депортації Драгасимова. Могила загиблих офіцерів-червонопогонників знаходиться скраю сільського цвинтаря. Могила загиблих останніх воїнів УПА в 1991 році урочисто перенесена з Трилісків на сільський цвинтар, могил загиблих сільських повстанців у селі немає, їх тіла окупанти знищували.
Колгосп відновлений у 1949 році. Першим повоєнним головою колгоспу був Мошук Дмитро, лідер місцевої організації КПЗУ, після нього Грінчак, на якого за участь у депортаціях селян був скоєний напад боївки УПА — був поранений у ногу. Останнім головою колгоспу був Ярослав Курилюк. У селі була створена велика колгоспна молочно-тваринна ферма. Колгосп, який об'єднував крім села Княже, села Драгасимів, Прутівка (колишній Карлів) і Видинів, мав назви ім. Сталіна, «Україна», імені Григорія Петровського. Головним селом колгоспу було Княже, де і знаходилася колгоспна контора. Колгосп спершу розпався на колгоспи окремих сіл, а потім був перетворений в агрофірму «Черемош», яка в 2003 році взагалі розпалася.
В радянську добу село понесло найважчі втрати за всю свою історію. На фронтах II Світової війни загинув 101 односелець, 76 родин каральними органами було депортовано до Сибіру, більшість з яких загинула і не повернулася в село, 60 жителів села загинуло в лавах УПА, 6 родин безневинно було розстріляно і спалено разом з домівками під час облав НКДБ на село, шість жителів загинуло від голоду 1947 року, 31 мешканець села загинув від рук УПА. Перші арешти у селі відбулися вже у грудні 1940 року, всі арештовані були розстріляні у травні-червні в Дем'яновому лазу під Станіславом. У 1944 році першими були репресовані і загинули у сталінських катівнях сільський священик і директор школи.
У 1946-47 роках в селі рятувалися від голоду тисячі мешканців південних областей України, село прогодувати всіх змоги не мало — багато голодних померли і були поховані на Каплинських Обочах без будь-якого обліку, радянська влада могили безіменних померлих зрівняла з землею.
У 1954 р. на Черемоші збудувало першу сільську гідроелектростанцію в районі, однак у 1958 році весняна повінь її вщент знищила. Наступна електростанція на дизельному моторі була збудована на початку 1960-х у коморі колгоспу.
В селі є пам'ятник Тарасу Шевченку, пам'ятник воїнам, полеглим у Другій світовій війні, могила Січових стрільців з стелою Борцям за волю України, відновлений пам'ятний хрест про знесення панщини у 1848 році (був пошкоджений сільськими комуністами у 1963). Відновлені могили воїнам УПА і НКВД, які загинули в бою з УПА. Збереглася одна криївка УПА.

## Населення

### Мова
Розподіл населення за рідною мовою за даними перепису 2001 року:
| Мова       | Кількість | Відсоток |
| ---------- | --------- | -------- |
| українська | 1472      | 99.73%   |
| російська  | 3         | 0.20%    |
| угорська   | 1         | 0.07%    |
| Усього     | 1476      | 100%     |

## Церква
Церква Вознесіння Господнього збудована в 1847 р. в 1961 р. закрита комуністами. Відремонтована і відкрита 1989 р. Підпорядкована Православній Церкві України. З 2000 р. настоятель протоієрей Віталій Кулаєць.
У селі є невелика греко-католицька громада, настоятель о. Богдан Киктик.

## Люди
- Винничук Юрій (1898—1980) — булавний Української Галицької армії. Учасник походу УГА на Київ, анигетьманського повстання, врятував з польського заточення і доставив до Праги Євгена Коновальця. Арештовувався польською до війни і радянською владою після війни, був депортований з родиною до Сибіру.[9]
- Гринчак Іван Пантелеймонович (нар. 1956) — український майстер художнього оброблення шкіри.
- Данилюк Іван Васильович (нар. 1969) — український психолог.
- Залозецький Василь Дмитрович (1833—1915) — письменник-русофіл, представник російської літератури в «Подкарпатской Руси» (Галичині), етнограф, священик, син Княженського пароха. Провів дитинство і юність в Княжому. Організатор братств «Тверезости». Автор повістей «Пригоди руськой молодіцы», «Несвоюрщина», «Настя Чагровна», «Похождения Мендля Зильбермана» та історично-етнографічних нарисів «Ярмарок в Кутах», «Из теки русского священника», "О Бояне в «Повести о полку Игореве», «Речские гуцулы» і інших. Лауреат літературних премій Санкт-Петербургської академії наук.
- Залозецький Володимир Дмитрович (1842—1898) — український (буковинський) хірург, громадський діяч.
- Збігнєв Цибульський (1927—1967) — польський актор театру і кіно, легенда свого покоління.
- Кобзей Тома (1895—1972) — український письменник, публіцист у Канаді.
- Мамчак Мирослав Андрійович (нар. 1952) — український морський офіцер, громадський діяч, публіцист, журналіст, поет, дослідник історії українського флоту.
- Фербей Михайло (1887—1969) — засновник однієї з перших бібліотек у провінції Альберта, Канада.Завідував нею до початку Першої світової війни.[10]
- Фербей Микола Васильович (нар. 1958), голова Снятинської районної ради (1996—2002 рр.), голова Снятинської районної державної адміністрації 2002—2005 рр., депутат Івано-Франківської обласної ради.